# (283) Эмма
(283) Эмма (лат. Emma) — довольно крупный астероид главного пояса, который был открыт 8 февраля 1889 года французским астрономом Огюстом Шарлуа в обсерватории Ниццы. Происхождение названия неизвестно. Эмма относится к спектральному классу X. Её альбедо составляет всего 0,0262, это делает её одним из самых тёмных астероидов главного пояса.

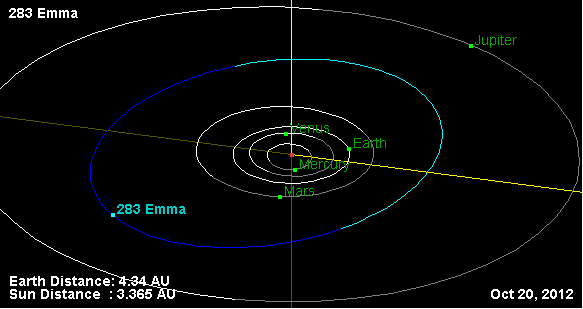
Орбита астероида Эмма и его положение в Солнечной системе

## Спутник
Спутник у астероида обнаружен 14 июля 2003 года в результате наблюдений с помощью телескопа Keck II telescope в обсерватории Кека. Спутник имеет в диаметре около 12 км и находится на расстоянии 370 км (596 ± 3 км) от астероида, совершает оборот вокруг Эммы приблизительно за 15,94 (25,68) часа. Спутник получил временное обозначение S/2003 (283) 1.